# AFC Cleveland
AFC Cleveland, foi uma agremiação esportiva da cidade de Independence, Ohio, na região metropoliana de Cleveland.  Disputava a National Premier Soccer League.

## História
O time foi fundado com o objetivo de preencher o vazio deixado pelo Cleveland City Stars, que após ser extinto em 2009, Cleveland ficou sem times de futebol. O clube foi anunciado como franquia de expansão no dia 11 de novembro de 2011. Na sua primeira temporada, em 2012, a equipe perdeu na final da conferência para o Madison 56ers. Em 2013 é eliminado nos playoffs para o Detroit City FC. No ano de 2014 pela primeira vez a equipe não passa para os playoffs. Em 2015 é eliminado pelo Indiana Fire. No ano seguinte a equipe vence na final o Sonoma County Sol por 4x2 e ganha seu primeiro título da NPSL.

## Clássicos

### Rust Belt Derby
O Rust Belt Derby é um clássico entre  AFC Cleveland , Detroit City FC e o FC Buffalo. Os clássicos nos Estados Unidos tem formato de copa e o maior vencedor do clássico do ano recebe uma taça, por isso mesmo tento três times é considerado um clássico.

## Títulos
Campeão Invicto
| NACIONAIS      | NACIONAIS                      | NACIONAIS | NACIONAIS  |
|                | Competição                     | Títulos   | Temporadas |
| -------------- | ------------------------------ | --------- | ---------- |
| Estados Unidos | National Premier Soccer League | 1         | 2016       |

## Estatísticas

### Participações
|  | Participações em 2017 |

| Competição     | Competição               | Temporadas | Melhor campanha            | Estreia | Última | P | R |
| Estados Unidos | Lamar Hunt U.S. Open Cup | 2          | Segunda Fase (2016 e 2017) | 2016    | 2017   |   | – |